# Episodi di Miss Fisher - Delitti e misteri (seconda stagione)
La seconda stagione della serie televisiva Miss Fisher - Delitti e misteri è composta da 12 episodi più uno speciale natalizio ed è stata trasmessa sul canale australiano ABC1 dal 6 settembre al 22 dicembre 2013.
In Italia è stata trasmessa in prima visione assoluta con numerosi tagli ai singoli episodi dal 27 agosto al 20 dicembre 2014 su Rai 1. La serie è andata in onda in replica su DIVA Universal dal 23 gennaio 2015 in versione integrale senza tagli.
| nº | Titolo originale           | Titolo italiano                | Prima TV Australia | Prima TV Italia   |
| -- | -------------------------- | ------------------------------ | ------------------ | ----------------- |
| 1  | Murder Most Scandalous     | Scandali e omicidi             | 6 settembre 2013   | 27 agosto 2014    |
| 2  | Death Comes Knocking       | La morte arriva bussando       | 13 settembre 2013  | 3 settembre 2014  |
| 3  | Dead Man's Chest           | Pirati e dobloni               | 20 settembre 2013  | 17 settembre 2014 |
| 4  | Deadweight                 | Peso morto                     | 27 settembre 2013  | 24 settembre 2014 |
| 5  | Murder a la Mode           | Sfilata con delitti            | 4 ottobre 2013     | 8 ottobre 2014    |
| 6  | Marked for Murder          | Omicidi e tifosi               | 11 ottobre 2013    | 15 ottobre 2014   |
| 7  | Blood at The Wheel         | Sangue sull'asfalto            | 18 ottobre 2013    | 22 ottobre 2014   |
| 8  | The Blood of Juana the Mad | Il sangue di Giovanna la pazza | 25 ottobre 2013    | 5 novembre 2014   |
| 9  | Framed For Murder          | Omicidio in bianco e nero      | 1º novembre 2013   | 12 novembre 2014  |
| 10 | Death on the Vine          | Morte tra i vigneti            | 8 novembre 2013    | 19 novembre 2014  |
| 11 | Dead Air                   | Morte in onda                  | 15 novembre 2013   | 26 novembre 2014  |
| 12 | Unnatural Habits           | Anime perdute                  | 22 novembre 2013   | 3 dicembre 2014   |
| 13 | Murder Under the Mistletoe | Omicidio sotto il vischio      | 22 dicembre 2013   | 20 dicembre 2014  |

## Scandali e omicidi
- Titolo originale: Murder Most Scandalous
- Diretto da: Tony Tilse
- Scritto da: Kristen Dunphy

### Trama
Il vicecommissario di polizia George Sanderson viene trovato in fin di vita nella sua abitazione assieme al cadavere di una prostituta, in una stanza chiusa dall'interno. Mentre la figlia Rosie chiede all'ex marito Jack Robinson di investigare per difendere il padre dalle accuse di omicidio, Lola, collega della vittima nonché sorella di Dorothy, invoca l'aiuto di Miss Fisher per incastrare l'assassino dell'amica.
- Ascolti Australia: telespettatori 852.000[1]
- Ascolti Italia: telespettatori 1.373.000 – share 9,63%[2]
- Note: l'episodio ha vinto un premio AACTA nel 2014 nella categoria "Best Costume Design in Television"[3]

## La morte arriva bussando
- Titolo originale: Death Comes Knocking
- Diretto da: Ken Cameron
- Scritto da: Ysabelle Dean

### Trama
Miss Fisher ospita a casa sua una seduta spiritica allo scopo di aiutare Freddy Ashmead a ricordare gli eventi che durante la prima guerra mondiale hanno portato alla morte dell'amico Roland Claremont, figlioccio di zia Prudence. Le cose non vanno per il verso giusto e il giorno seguente davanti alla tomba di Roland viene ritrovato il cadavere del guardiano del cimitero.
- Ascolti Australia: telespettatori 827.000[4]
- Ascolti Italia: telespettatori 1.248.000 – share 6,73%[5]

## Pirati e dobloni
- Titolo originale: Dead Man's Chest
- Diretto da: Ken Cameron
- Scritto da: John Banas

### Trama
Phryne, zia Prudence, Jane e Dot si recano nella cittadina portuale di Queenscliff in visita all'amica Hilly McNaster. L'anziana donna è scossa per l'improvvisa partenza dei suoi domestici, che è coincisa con la sparizione di molti oggetti della casa. Manca all'appello anche un doblone spagnolo del figlio Joel, il cui ritrovamento nelle acque antistanti la località balneare inducono la stampa a credere che si tratti del tesoro sepolto di un antico pirata.
- Ascolti Australia: telespettatori 729.000[6]
- Ascolti Italia: telespettatori 1.285.000 – share 7,19%[7]

## Peso morto
- Titolo originale: Deadweight
- Diretto da: Declan Eames
- Scritto da: John Banas

### Trama
La morte violenta di un delinquente viene vista da molti come una vendetta della polizia: qualche tempo prima un agente di polizia era stato accoltellato mentre cercava di sedare una rissa nata tra la banda della vittima e una rivale. Miss Fisher pensa piuttosto ad una lotta interna alla gang per conquistare il ruolo di leader, mentre il detective Robinson mette in relazione i fatti con la morte di un aborigeno, ritenendo si tratti di un regolamento di conti tra bande. In tutte queste ipotesi chi ci finisce in mezzo è l'agente Collins e la sua palestra di boxe, con la quale cerca di allontanare i giovani dalla strada.
- Ascolti Australia: telespettatori 806.000[8]
- Ascolti Italia: telespettatori 1.350.000 – share 7,39%[9]

## Sfilata con delitti
- Titolo originale: Murder a La Mode
- Diretto da: Sian Davies
- Scritto da: Kristen Dunphy

### Trama
Phryne e Dorothy si trovano nell'atelier delle sorelle Fleuri quando Frances Wilde, la principale finanziatrice dell'attività, viene assassinata. La lista dei sospettati è ridotta ai pochi presenti, ma ognuno ha un segreto da nascondere.
- Ascolti Australia: telespettatori 926.000[10]
- Ascolti Italia: telespettatori 1.198.000 – share 6,19%[11]

## Omicidi e tifosi
- Titolo originale: Marked For Murder
- Diretto da: Declan Eames
- Scritto da: John Banas

### Trama
Miss Fisher viene ingaggiata dall'allenatore della squadra di football australiano dell'Abbotsford per recuperare il suo berretto portafortuna. Negli spogliatoi trova invece il capitano, impiccato ad una doccia con la sciarpa degli acerrimi rivali del West Melbourne, per i quali aveva giocato fino a non molto tempo prima. La notizia accende gli animi dei tifosi e alza la tensione in città. Il pericolo di disordini attira le pressioni del vicecommissario Sanderson sull'ex genero Robinson e ben presto entra in scena anche l'ex moglie Rosie, dato che il suo attuale fidanzato aveva molti legami col morto.
- Ascolti Australia: telespettatori 896.000[12]
- Ascolti Italia: telespettatori 1.310.000 – share 6,77%[13]

## Sangue sull'asfalto
- Titolo originale: Blood At The Wheel
- Diretto da: Sian Davies
- Scritto da: Michelle Offen

### Trama
L'asso del volante Gertrude Haynes viene ritrovata morta all'interno della sua vettura da corsa, apparentemente a seguito di un incidente stradale. Miss Fisher, sostenitrice della squadra femminile di rally di cui la vittima era pilota di punta, non crede affatto a questa tesi. Oltre ad occuparsi delle indagini, durante le quali Jack dimostra un'improvvisa freddezza nei suoi confronti, Phryne deve anche trovare il modo di iscrivere la sostituta di Gertrude all'imminente gara, ostacolata dal diffuso maschilismo dell'ambiente rallistico.
- Ascolti Australia: telespettatori 912.000[14]
- Ascolti Italia: telespettatori 1.194.000 – share 6,37%[15]

## Il sangue di Giovanna la pazza
- Titolo originale: The Blood Of Juana The Mad
- Diretto da: Peter Andrikidis
- Scritto da: John Banas

### Trama
Qualche ora prima di un importante esame il cui esito sarà decisivo per l'assegnazione di una borsa di studio in medicina, la dottoressa Macmillan si appresta ad eseguire un ripasso di anatomia in favore dei suoi studenti. Sul suo tavolo però non c'è come previsto il cadavere di una donna, ma quello del professor Katz. Convoca quindi Phryne e Jack, i cui rapporti sono ancora freddi e distaccati, chiedendo loro di collaborare alla risoluzione del caso. Nell'ufficio del defunto i due scoprono che un prezioso manoscritto cinquecentesco appartenuto al professore, il Libro delle Ore di Giovanna La Pazza, è scomparso. La sua bizzarra assistente, Beatrice Mason, nutre però dei dubbi sull'autenticità dell'opera.
- Ascolti Australia: telespettatori 890.000[16]
- Ascolti Italia: telespettatori 1.468.000 – share 7,59%[17]

## Omicidio in bianco e nero
- Titolo originale: Framed For Murder
- Diretto da: Peter Andrikidis
- Scritto da: Chris Corbett

### Trama
Nel corso della realizzazione di un film storico il protagonista muore in uno strano incidente. Il produttore contatta allora Miss Fisher, co-finanziatrice dell'opera.
- Ascolti Australia: telespettatori 912.000[18]
- Ascolti Italia: telespettatori 1.324.000 – share 7,17%[19]

## Morte tra i vigneti
- Titolo originale: Death On The Vine
- Diretto da: Catherine Millar
- Scritto da: Chris Corbett

### Trama
Quando Phryne e Dorothy arrivano nel piccolo centro vinicolo di Maiden Creek scoprono che l'uomo che le aveva ingaggiate è appena deceduto. Il medico di paese stabilisce frettolosamente che si è trattato di un infarto, mentre il locale capo della polizia ostacola i tentativi di Miss Fisher di fare luce sulla vicenda. La vittima, di discendenza tedesca, era da poco tornata in paese per impedire al fratello di fare entrare un altro socio nell'azienda vinicola di famiglia. Intanto Hugh prepara una dichiarazione d'amore per Dot.
- Ascolti Australia: telespettatori 856.000[20]
- Ascolti Italia: telespettatori 1.311.000 – share 6,78%[21]

## Morte in onda
- Titolo originale: Dead Air
- Diretto da: Catherine Millar
- Scritto da: Ysabelle Dean, Mia Tolhurst

### Trama
Una delle voci di uno spettacolo radiofonico viene uccisa all'interno degli studi di trasmissione. La vittima era una compagna di scuola di Dot e quando lei e Phryne giungono sul luogo del delitto trovano Jack impegnato in un incarico sotto copertura: da diverso tempo infatti una serie di attentati ed atti di sabotaggio sta bersagliando le radio di Melbourne. Nel corso delle indagini Hugh esprime a Dorothy la  volontà che lei abbandoni il lavoro dopo il matrimonio e la cosa sconvolge la ragazza.
- Ascolti Australia: telespettatori 874.000[22]
- Ascolti Italia: telespettatori 1.488.000 – share 7,82%[23]

## Anime perdute
- Titolo originale: Unnatural Habits
- Diretto da: Tony Tilse
- Scritto da: Ysabelle Dean

### Trama
Mentre sono a pesca sullo Yarra, Dot e Hugh agganciano con l'amo il cadavere di una ragazza. Gli abiti della giovane portano al Convento delle Sorelle del Santo Miracolo, dove molte orfane e figlie di prostitute vengono sfruttate senza paga nella locale Lavanderia Magdalena. Phryne scopre che recentemente è scomparsa un'altra ragazza del gruppo che da poco aveva trovato lavoro come cuoca presso zia Prudence. Le pressioni del vescovo impongono a George Sanderson, nuovo commissario capo, di togliere il caso all'ex genero e assegnarlo ad un detective cattolico.
- Ascolti Australia: telespettatori 908.000[24]
- Ascolti Italia: telespettatori 1.485.000 – share 8,29%[25]

## Omicidio sotto il vischio
- Titolo originale: Murder Under the Mistletoe
- Diretto da: Tony Tilse
- Scritto da: Elizabeth Coleman

### Trama
In occasione del Natale a luglio zia Prudence, Miss Fisher, Dorothy e la dottoressa Macmillan raggiungono un'innevata località montana. Se per Phryne e Mac questa è una vacanza in cui praticare lo sci, per la signora Stanley si tratta di chiudere un doloroso capitolo della propria vita. La donna è infatti intenzionata a vendere la sua quota della locale miniera, che fu teatro di un grave evento in cui morirono molti minatori ai tempi in cui era ancora vivo il marito Edward. Al loro arrivo le quattro donne vengono a sapere che un recente incidente con l'albero di Natale ha ucciso l'ex caposquadra Len Fowler, ma Miss Fisher si rende subito conto che c'è poca casualità nella morte dell'uomo.
- Altri interpreti: John Noble (Edward Stanley)
- Ascolti Australia: telespettatori 969.000[26]